# Calocarcinus
Calocarcinus is een geslacht van kreeftachtigen uit de klasse van de Malacostraca (hogere kreeftachtigen).

## Soorten
- Calocarcinus africanus Calman, 1909
- Calocarcinus crosnieri Galil & Clark, 1990
- Calocarcinus habei Takeda, 1980
- Calocarcinus lewinsohni Takeda & Galil, 1980